# Troglodyte barré
Thryophilus pleurostictus
Espèce
Statut de conservation UICN

 LC  : Préoccupation mineure
Le Troglodyte barré (Thryophilus pleurostictus) est une espèce d'oiseaux de la famille des Troglodytidae.
Son aire s'étend notamment à travers la cordillère Néovolcanique, la sierra Madre del Sur et le littoral pacifique d'Amérique centrale.